# Kirstie Marshall
Kirstie Claire Marshall (Melbourne, 21 de abril de 1969) es una deportista australiana que compitió en esquí acrobático, especialista en la prueba de salto aéreo.
Ganó dos medallas en el Campeonato Mundial de Esquí Acrobático, oro en 1997 y bronce en 1995.
Participó en dos Juegos Olímpicos de Invierno, ocupando el sexto lugar en Lillehammer 1994 y el decimocuarto en Nagano 1998.
Fue la abanderada de Australia en la ceremonia de apertura de los Juegos de Lillehammer 1994. En 2000 fue condecorada con la Medalla Deportiva Australiana y en 2003 con la Medalla de la Orden de Australia (OAM).

## Medallero internacional
| Campeonato Mundial | Campeonato Mundial  | Campeonato Mundial | Campeonato Mundial |
| Año                | Lugar               | Medalla            | Prueba             |
| ------------------ | ------------------- | ------------------ | ------------------ |
| 1995               | La Clusaz (Francia) | Medalla de bronce  | Salto aéreo        |
| 1997               | Nagano (Japón)      | Medalla de oro     | Salto aéreo        |